# Herman Willem Daendels
Herman Willem Daendels (ur. 21 października 1762 w Hattem, zm. 2 maja 1818 w St George d'Elmina) – generał niderlandzki, uczestnik wojen napoleońskich i dowódca Twierdzy Modlin.
Był przeciwnikiem dynastii orańskiej. Uczestnik wojen w okresie rewolucji we Francji. Służył w armiach podporządkowanych Napoleonowi Bonapartemu. Od 1794 w służbie Republiki Batawskiej (jedna z siostrzanych republik Francji). W 1806 został mianowany marszałkiem Holandii. W latach 1807–1811 był gubernatorem generalnym Holenderskich Indii Wschodnich (dzisiejszej Indonezji).
W czasie inwazji wojsk napoleoński na Rosję mającej miejsce w 1812 dowodził 26 dywizją piechoty IX korpusu Wielkiej Armii. Następnie mianowany został dowódcą Twierdzy Modlin. Od 2 lutego 1813 dowodził otoczonymi w twierdzy wojskami. Stosował obronę bierną, podobnie jak dowodzący armią carską gen. Iwan Paskiewicz, który postanowił wziąć załogę głodem. Daendels 25 grudnia 1813 oddał się do niewoli razem z załogą, z której 2346 żołnierzy dowództwo armii carskiej zwolniło do domu.
Zmarł 2 maja 1818 na malarię w St George d'Elmina w obecnej Ghanie.